# Mircea Ștefan Minea
Mircea Ștefan Minea (n. 12 februarie 1950, Zărnești, România) este un jurist român, doctor în drept și profesor universitar la Facultatea de Drept din cadrul Universității Babeș-Bolyai din Cluj-Napoca. Între anii 2010-2019 a îndeplinit demnitatea de judecător la Curtea Constituțională a României, fiind desemnat în această funcție de Camera Deputaților.